# Samuel Jonker
Samuel Jacob Jonker (Hoogezand, 26 april 1930 – 's-Gravenhage, 30 maart 2009) was een Nederlands zakenman, verzekeraar en maecenas. Jonker studeerde in Groningen.

## Loopbaan
Samuel Jonker, vaak Sam Jonker genoemd, was lid van de raad van bestuur van Nationale-Nederlanden en de ING Groep. Hij was actief in de werkgeversorganisaties en was van 1993 tot 2000 voorzitter van het Verbond van Verzekeraars, het Dagelijks Bestuur van VNO-NCW en de Sociaal-Economische Raad. Jonker blonk uit in zijn "slimheid in analytische en bestuurlijke zin".
Naast het zakenleven was hij penningmeester van de Nederlandse Bachvereniging. Hij was een vooraanstaand verzamelaar van glaskunst.
De AEGON-Verzekeringen gaven bij zijn afscheid een gedenkboek, een speciale uitgave van het blad Special van InterAEGON, uit onder de titel "Kees Storm Finist".
In 2005 stelde Václav Cigler in het Gemeentemuseum Den Haag een tentoonstelling van modern glas uit Tsjechië en Slowakije samen uit de collectie van Jonker en zijn echtgenote Valentine Zaremba. Meer dan vijftig unica, vaak in optisch glas, van kunstenaars als Lubomir Artz (1946), Eva Fiserova (1947) en Pavol Hloska (1953).
Op initiatief van Sam Jonker werd op 18 oktober 2005 in Madurodam een miniatuuruitvoering van de Groningse studentensociëteit Mutua Fides, de vestiging van het Groninger studentencorps Vindicat atque Polit onthuld.
Sam Jonker was Commandeur in de Orde van de Nederlandse Leeuw, Lid van Verdienste van zowel VNO als VNO-NCW. De Chinese regering in Taiwan benoemde hem tot Grootofficier in de Orde van de Stralende Ster en verleende hem het "Paarse Grootlint" van deze orde.